# Ropalidia darwini
Ropalidia darwini är en getingart som beskrevs av Richards 1978. Ropalidia darwini ingår i släktet Ropalidia och familjen getingar. Inga underarter finns listade i Catalogue of Life.